# Juan de Dios Castillo
Juan de Dios Castillo González (31 janvier 1951 – 1er mai 2014), couramment appelé El Cuate Castillo, était un ancien joueur et entraîneur mexicain de football. Il est décédé des suites d'un cancer de la peau.

## Carrière

### Carrière de joueur
Castillo joua comme avant-centre dans plusieurs équipes du Championnat du Mexique de football: CF Monterrey, CF Pachuca, Atlético San Luis, Club Toluca, Tampico-Madero, Atlético Español et Unión de Curtidores.

### Carrière d'entraîneur
En 1992, il est nommé à la tête de la sélection U-20 du Mexique, qu'il emmène en quarts de finale de la Coupe du monde U-20 1993. Par la suite, Castillo entraîne divers clubs de son pays natal avant d'émigrer en 2003 au Honduras où il se fait un nom en remportant deux fois le championnat.
Le 18 août 2010, Castillo est désigné sélectionneur du Honduras par intérim et remporte quelques mois plus tard la Copa Centroamericana 2011, disputée à Panama City, en battant en finale le Costa Rica (2-1). En juillet 2012, on le retrouve sur le banc du Salvador mais échoue dans les qualifications pour la Coupe du monde de football 2014.
"El Cuate" Castillo tente une dernière expérience en club, au CD Motagua du Honduras, qu'il entraîne jusqu'en mai 2013. Interné dans un hôpital de Monterrey, il meurt en mai 2014 des suites d'un cancer de la peau.

## Palmarès d'entraîneur
- Vainqueur du Championnat du Honduras de football : 2003-A (Real España) et 2008-C (Club Deportivo Olimpia).
- Vainqueur de la Copa Centroamericana 2011 avec le Honduras.